# Joseph Pitton de Tournefort

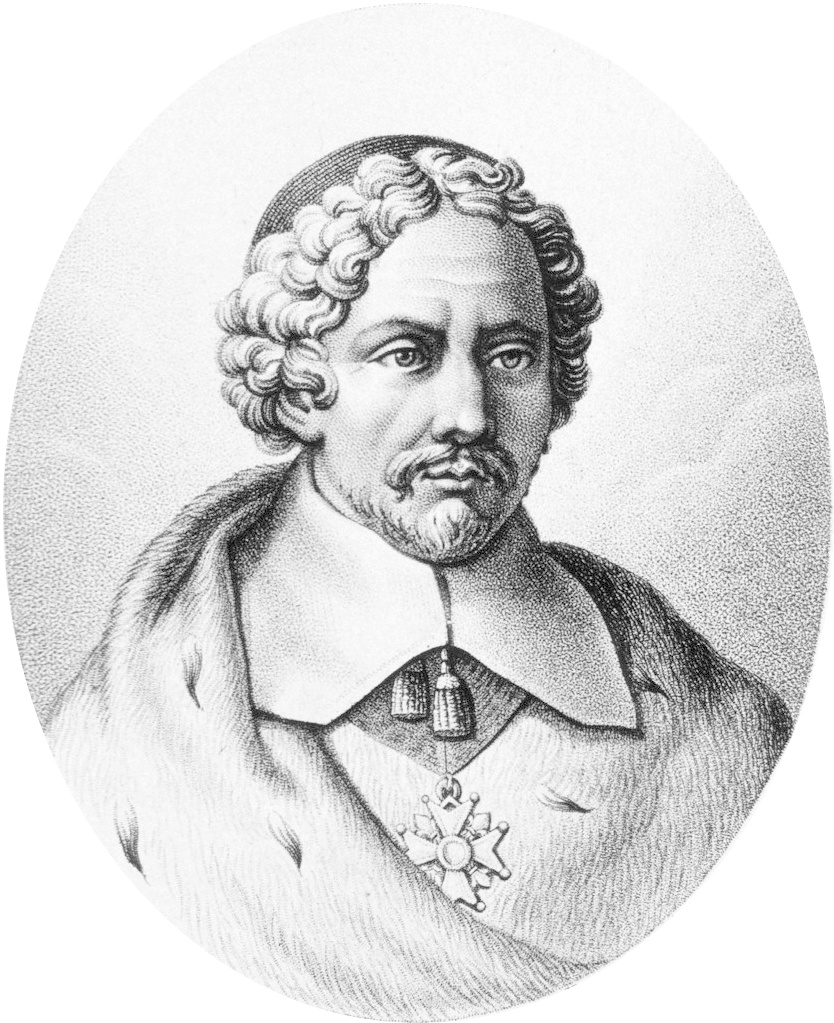
Joseph Pitton de Tournefort. Zeichnung von Ambroise Tardieu nach einer Büste

Tourneforts Reisen

Joseph Pitton de Tournefort (* 5. Juni 1656 in Aix-en-Provence; † 28. Dezember 1708 in Paris) war ein französischer Botaniker und Forschungsreisender. Sein offizielles botanisches Autorenkürzel lautet „Tourn.“

## Leben und Wirken

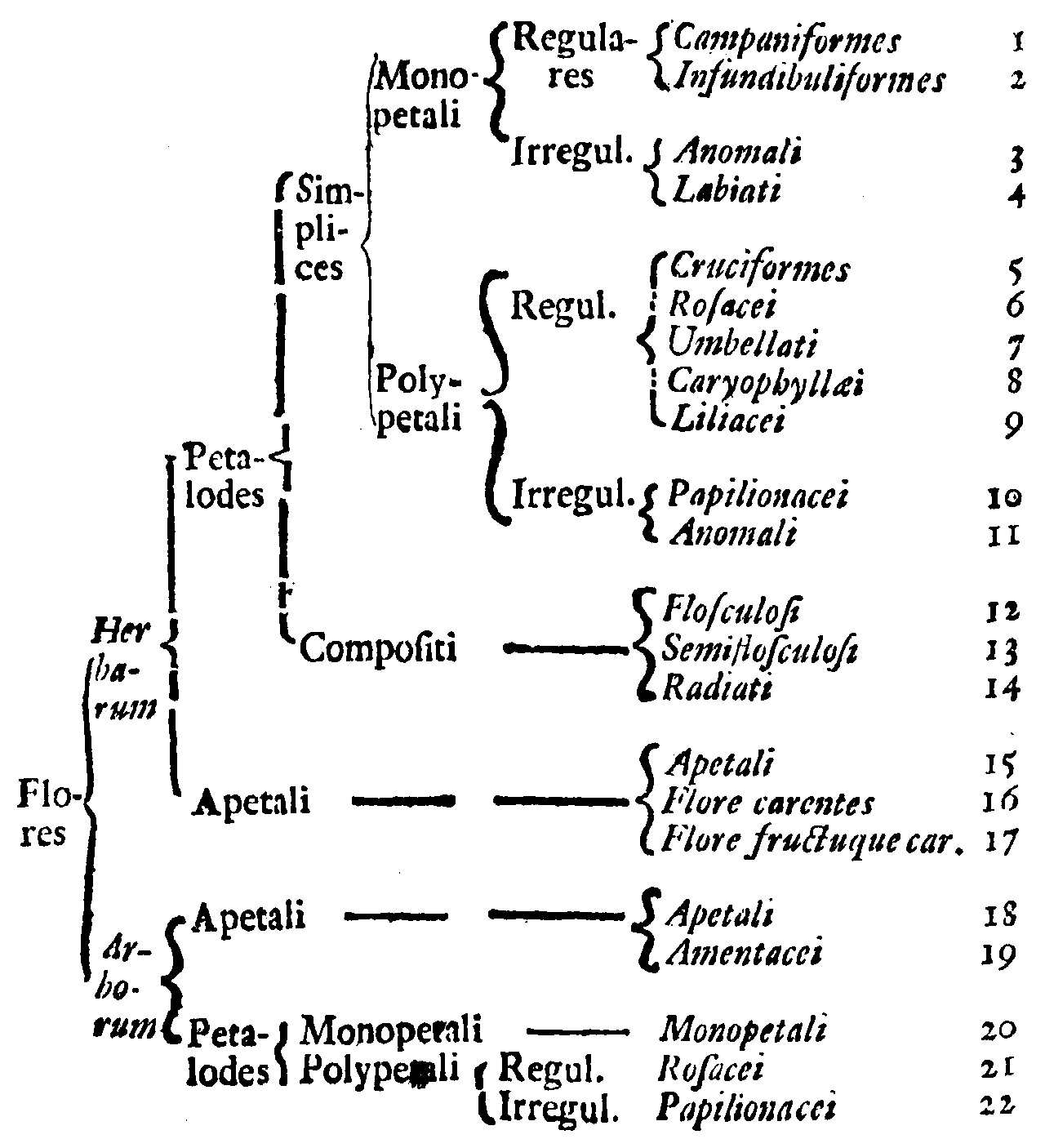
Schlüssel zur Systematik von Tournefort in Linnés Classes Plantarum von 1738.

Joseph Pitton de Tournefort wurde am 5. Juni 1656 in Aix-en-Provence geboren und am 13. Juni 1656 in der Kathedrale Saint-Sauveur von Aix-en-Provence getauft. Er entstammte einer Familie des niederen französischen Adels, die in Aix ein kleines Anwesen besaß. Seine Eltern waren Pierre Pitton Écuyer Seigneur de Tournefort und Aimare de Fagoue. Er hatte noch zwei Schwestern, Anne (* 1654) und Madeleine (* 1659). 
Seine erste Ausbildung erhielt Tournefort am Jesuitenkolleg in Aix. Er sollte nach dem Willen seines Vaters zu einem Geistlichen ausgebildet werden, zeigte jedoch für das Studium der klassischen Sprachen und der Theologie wenig Interesse. Heimlich studierte er die Philosophie von René Descartes und begeisterte sich frühzeitig für Botanik. Als 1677 sein Vater starb, konnte sich Tournefort ganz der Botanik zuwenden. Er unternahm eine Exkursion in die Berge von Dauphiné und Savoyen, bei der er eine Vielzahl von Pflanzen sammelte, die die Grundlage für sein Herbarium bildete. 1679 ging er für fast zwei Jahre nach Montpellier, wo er anatomische und medizinische Kurse, aber auch die botanischen Vorlesungen von Pierre Magnol besuchte. Anschließend führte ihn eine weitere Exkursion in die Pyrenäen in Katalonien, in denen seit Charles de l’Écluse kein Botaniker mehr Pflanzen gesammelt hatte. Ende 1681 kehrte er nach Aix zurück, um seine gesammelten Pflanzen zu ordnen und zu klassifizieren.
Tournefort, dessen guter Ruf als Botaniker sich in Frankreich verbreitet hatte, wurde 1683 von Guy-Crescent Fagon nach Paris eingeladen und übernahm die Nachfolge Fagons auf dem Lehrstuhl für Botanik am Jardin du Roi. Trotz seiner Lehrverpflichtungen setzte er seine ausgedehnte Reisetätigkeit fort. In Spanien botanisierte er in Andalusien und anschließend in Portugal. Kurz darauf besuchte er England und die Niederlande, wo ihn Paul Hermann für die Universität Leiden zu gewinnen versuchte. Am 21. November 1691 wurde er Mitglied der französischen Akademie der Wissenschaften.
1694 erschien mit Éléments de botanique, ou methode pour connoître les plantes sein Hauptwerk, das er König Ludwig XIV. widmete. Die bekanntere und überarbeitete, lateinische Übersetzung der drei Bände erschien sechs Jahre später unter dem Titel Institutiones Rei Herbariae. Im ersten Band werden etwa 7000 Pflanzenarten beschrieben. In den beiden übrigen Bänden sind 451 Tafeln von Claude Aubriet enthalten, auf denen die Einzelheiten des Blüten- und Fruchtbaues eines gattungstypischen Exemplars dargestellt werden. Ähnlich wie der Deutsche Augustus Quirinus Rivinus benutzte Tournefort die Blüte als Grundlage für eine Unterteilung der Pflanzen, die bei ihm 22 Klassen umfasste. Dabei legte er sein Hauptaugenmerk nicht auf die Symmetrie und die Zahlenverhältnisse des Blütenaufbaus, sondern auf die Verwachsungen der Blüten. Der heutige Gattungsbegriff für Pflanzen hat seinen Ursprung in diesem Werk Tourneforts, da darin alle Gattungen mit einer kurzen Diagnose beschrieben wurden. In sein diagnostisches System bezog er auch die Pilze ein. Die von ihm beschriebenen Gattungen Fungus, Fungoides, Boletus, Lycoperdon, Coralloides, Tubera und Agaricus sind die ersten Pilzgattungen im modernen Sinne. In den Flechten erkannte Tournefort eine eigenständige systematische Gruppe. Bis zum Erscheinen von Carl von Linnés Species Plantarum war dieses Werk Tourneforts, das von John Ray infrage gestellt wurde, für die botanische Systematik wegweisend.
Erst 1696 erhielt Tournefort in Paris den akademischen Grad eines Doktors der Medizin. 1698 veröffentlichte er ein Verzeichnis über die in der Umgebung von Paris wachsenden Pflanzen, das er Fagon widmete. 
Auf Vorschlag von Louis Phélypeaux erhielt er Ende 1699 von König Ludwig XIV. den Auftrag, die Levante zu erforschen. Am 9. März 1700 brach er gemeinsam mit dem deutschen Arzt Andreas von Gundelsheimer und dem Zeichner Claude Aubriet nach Marseille auf, wo sie sich am 23. April 1700 einschifften und am 3. Mai in der Hafenstadt Chania auf der Insel Kreta eintrafen. Auf Kreta besuchten sie die Städte Candia und Retimo sowie das Labyrinth bei Gortyn. Die Gruppe untersuchte zahlreiche Inseln im Ägäischen Meer und gelangte schließlich nach Konstantinopel. Im Gefolge des Paschas von Erzurum setzten sie ihre Reise entlang der Südküste des Schwarzen Meeres über die Küstenstädte Sinop und Trabzon bis in die Kolchis fort. Am 15. Juni kamen sie in Erzurum an. Von dort aus unternahm Tournefort mehrere Exkursionen in die armenischen Berge. Mit einer Karawane ging es nach Tiflis und schließlich nach Jerewan, von wo aus Tournefort im August den Ararat bis zur Schneegrenze bestieg. Er verglich später die Höhenstufen des Ararats mit der armenischen, mediterranen, französischen, skandinavischen und arktischen Pflanzenwelt. Am 12. September 1701 begann die Rückreise auf dem Landweg über Tokat, Angora, Bursa nach Ephesos und Smyrna. Am 13. April segelten sie von Smyrna auf der  Golden Sun, die sie nach 40 Tagen nach Livorno brachte, bevor sie am 3. Juni 1702 an Bord einer Felucke Marseille erreichten. 
Von der über zweijährigen Reise brachte Tournefort 1356 Pflanzenarten mit, die zu 673 Gattungen gehörten. Er beschrieb sie 1703 in einer Ergänzung der Institutiones Rei Herbariae, dem Corollarium. Seine Briefe über die Reise, Relation d’un Voyage du Levant, wurden erst nach seinem Tod veröffentlicht. 
1706 wurde Tournefort Professor für Medizin am Collège Royal in Paris. 1708 wurde er in der Rue Lacépède vor dem Jardin du Roi von einem vorüberfahrenden Wagen schwer verletzt. Einen Monat später starb er mit 53 Jahren an den Folgen dieser Verletzung.

## Ehrungen
Charles Plumier benannte ihm zu Ehren die Gattung Pittonia. Carl von Linné verwarf später diesen Namen und nannte die Gattung Tournefortia. Sie gehört zur Pflanzenfamilie der Raublattgewächse (Boraginaceae). Die Pflanzengattungen Pittoniotis Griseb. und Tournefortiopsis Rusby aus der Familie der Rötegewächse (Rubiaceae) sind ebenfalls nach ihm benannt.

## Schriften

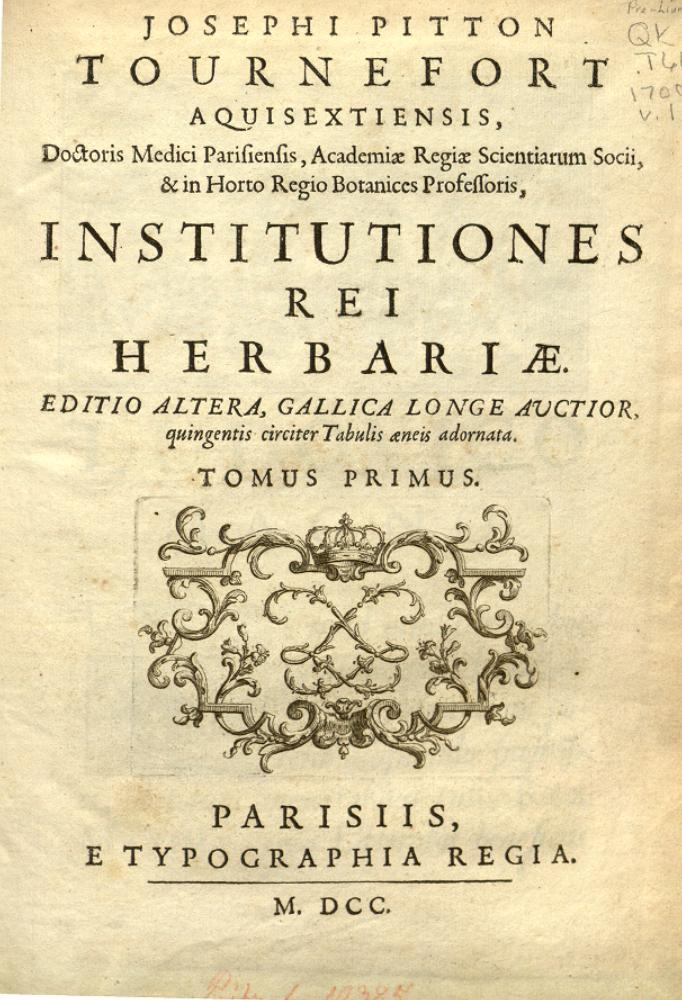
Titelseite des ersten Bandes von Institutiones Rei Herbariae (1700)

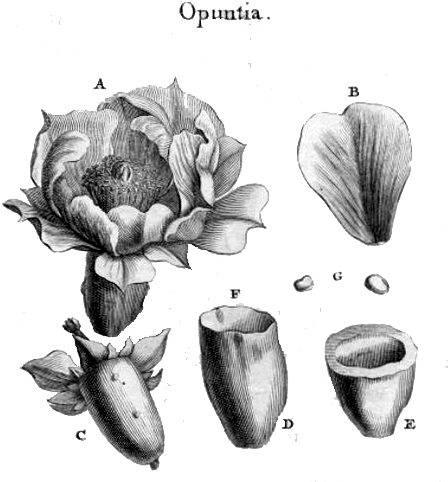
Die Beschreibung der Gattung Opuntia wurde durch diese Tafel von Claude Aubriet ergänzt.

### Bücher
- Élémens de botanique. 3 Bände, Paris 1694 (Band 1, Band 2, Band 3).
- De optimo methodo instituenda in re herbaria. Paris 1697 (Digitalisat).
- Histoire des plantes qui naissent aux environs de Paris. Paris 1698.
  - 2. Auflage. Paris 1725.
  - Tournefort’s history of plants growing about Paris, with their uses in physick. 2 Bände, London 1732 (Band 1, Band 2) – übersetzt durch John Martyn.
- Institutiones rei herbariae, editio altera. 3 Bände, Paris 1700 (Band 1, Band 2, Band 3).
- Institutiones rei herbariae, editio tertia. 3 Bände, Paris 1719 (Band 1, Band 2, Band 3).
  - The compleat herbal: or, the botanical institutions of Mr. Tournefort. 2 Bände, London 1716–1730 (Band 1, Band 2).
- Corollarium institutionum rei herbariae. 1703 (Band 1, Band 2).
- Relation d’un Voyage du Levant… 2 Bände, Paris 1717 (Band 1, Band 2)
(Deutsche Übersetzung: Beschreibung einer auf königlichen Befehl unternommenen Reise nach der Levante. 3 Bände, Nürnberg 1776–1777; Band 1, Band 2, Band 3)
- Traité de la matière médicale. 2 Bände, Paris 1717.

### Zeitschriftenbeiträge (Auswahl)
- Description d’un Champignon extraordinaire. In: Mémoires de l’Académie royale des sciences. 1692, S. 101–103; online
- Reflexions Physiques sur la production du Champignon dont il a été parlé dans les Mémoires du mois dernier. In: Mémoires de l’Académie royale des sciences. 1692, S. 119–126; online
- Conjectures sur les usages des Vaisseaux dans certaines Planetes. In: Mémoires de l’Académie royale des sciences. 1692, S. 191–197; online
- Observations Physiques touchant les muscles de certaines Plantes. In: Mémoires de l’Académie royale des sciences. 1692, S. 406–415; online

## Nachweise